# 야마키 리사
야마키 리사(山木梨沙, 1997년 10월 14일 ~ )는 일본의 여성 아이돌 그룹 전 컨트리걸즈의 5대 리더, 최연장자, 전 칼리지 코스모스의 멤버.

## 약력
2013년
- 9월 22일, 하로프로연수생의 오디션에서 최종 심사까지 남은 다른 6명(요코가와 유메이, 니이누마 키소라, 오오우라 히로나, 단바라 루루, 하가 아카네, 후나키 무스부)과 함께 하로프로연수생에 가입하는 것이 하로프로연수생 공식 유튜브 채널에서 발표했다.

2014년
- 11월 5일,「컨트리무스메。」개명해, 컨트리걸즈의 신멤버에 가입[1].

2018년
- 10월 3일, 스페이스 크래프트와 업프런트 그룹의 공동 프로젝트로, 현역 여대생 25명에 결성된 아이돌 그룹「칼리지 코스모스」에 참가가 결정. 컨트리걸즈와 겸임하는 것을 발표했다[2][3].

2019년
- 10월 18일, 컨트리걸즈가 12월 26일에 LINE CUBE SHIBUYA에서 행해진 콘서트를 기해 그룹 활동 휴지를 발표로, 동시에 컨트리걸즈와 헬로! 프로젝트, 칼리지 코스모스를 졸업을 발표하였다. 졸업 후에 연예계를 은퇴할 예정이다[4].
- 10월 31일, 도쿄 돔 시티 라쿠아 가든 스테이지에서 개최된 칼리지 코스모스 2nd 싱글 발매 기념 행사를 기해 칼리지 코스모스를 졸업[5].
- 12월 26일, 컨트리걸즈가 LINE CUBE SHIBUYA에서 행해진「컨트리걸즈 LIVE 2019 ~사랑스러워서 미안해~」를 기해 그룹 활동 휴지로 헬로! 프로젝트를 졸업. 동시에 연예계 은퇴.

## 작품

### CD
- 可憐な合唱団 (2014년 3월 14일) - 연극여자부「우리들 가련한 소년 합창단」극중 노래

### DVD
- ℃-ute DVD MAGAZINE Vol.40 (2014년 4월 5일) - MC

### Blu-ray
- Greeting ~야마키 리사~ (2015년 12월 11일) - e-LineUP! 한정 판매

## 출연

### 텔레비전
- ~조르기 엔터테인먼트!~ 해피★프레 (2013년 10월 5일 ~ 2014년 9월 27일, BS닛폰)

### 라디오
- 60TRY부 (2018년 10월 30일 ~ 2019년 12월 24일, RF라디오닛폰) - 타케우치 아카리와 함께 격주 담당.

### MV
- ワンだふる はちくん (노래 : 이나바 아키라, 2014년)

### 무대
- 연극여자부「우리들 가련한 소년 합창단」(2014년 3월 14일 ~ 23일, 이케부쿠로 시어터 그린 BOX in BOX THEATER)
- 극단「진조」vol.6「빙글빙글과 죽음과 질투」(2014년 12월 3일 ~ 11일, 아우루 스포트 도시마구립 무대예술 교류센터)

## 서적

### 사진집
- 미니 사진집「Greeting-Photobook-」(2017년 3월 25일, 오딧세이 출판)
- 1st 비주얼 포토북「sketch me」(2018년 2월 14일, 오딧세이 출판)
- 라스트 비주얼 포토북「Last Picture」(2019년 12월 11일, 오딧세이 출판) ISBN 978-4-908643-44-6

## 참가 유닛
- 컨트리걸즈 (2014년 ~ 2019년)
- 칼리지 코스모스 (2018년 ~ 2019년)